# Joseph Cook
Joseph Cook (7. prosince 1860, Silverdale – 30. července 1947, Bellevue Hill) byl australský politik a odborář. V letech 1913 až 1914 byl premiérem Austrálie. Zastával úřad jako zástupce Liberální strany, kterou vedl v letech 1913–1916. Předtím byl v letech 1908 až 1909 předsedou Antisocialistické strany. Byl též ministrem obrany (1909–1910), ministrem domácích záležitostí (1913–1914), ministrem námořnictva (1917–1920) a ministrem financí (1920–1921). Bývá označován za nejvtipnějšího australského premiéra v historii.

## Život
Narodil se v hrabství Staffordshire v Anglii. V devíti letech začal pracovat v místních uhelných dolech. V roce 1885 emigroval do Austrálie a usadil se v Lithgow v Novém Jižním Walesu. Pokračoval v práci jako horník a zapojil se do místního odborového hnutí. V roce 1891 byl zvolen do zákonodárného shromáždění Nového Jižního Walesu jako zástupce Strany práce a stal se jedním z jejích prvních členů parlamentu. V roce 1893 byl zvolen předsedou strany, ale následující rok ji opustil kvůli neshodám ohledně daní. Poté byl pozván, aby se stal ministrem vlády George Reida a vstoupil i do Reidovy Strany volného obchodu.
V roce 1901 byl zvolen do nového federálního parlamentu. Stal se místopředsedou Strany volného obchodu (později přejmenované na Antisocialistickou stranu), a v roce 1908 nahradil Reida ve funkci předsedy strany. V roce 1909 souhlasil se sloučením své strany s Protekcionistickou stranou Alfreda Deakina, čímž vznikla Liberální strana. To umožnilo Deakinovi znovu se stát premiérem a Cook byl jmenován v jeho vládě ministrem obrany. Byl jím až do porážky vlády ve volbách v roce 1910.
Cook nahradil Deakina v čele Liberálů v lednu 1913 a o několik měsíců později získal ve volbách většinu jednoho křesla nad Labouristickou stranou Andrewa Fishera. Díky tomu se ujal premiérské funkce. Cook nebyl schopen během svého působení v úřadu prosadit mnoho zákonů, ale dohlížel na rané fáze zapojení Austrálie do první světové války. Na září 1914 byly vyhlášeny nové volby, v nichž liberálové ztratili většinu a labourista Fisher se vrátil jako premiér.
V roce 1917 se Cook zapojil do druhé stranické fúze, spojil liberály s Národní stranou práce Billyho Hughese a vytvořil Nacionalistickou stranu. Pod premiérem Hughesem pak sloužil jako ministr námořnictva a ministr financí. V roce 1919 byl delegátem Pařížské mírové konference, kde byl mj. členem výboru, který určil hranice Československa. Spolu s Hughesem byl jedním ze dvou Australanů, kteří podepsali Versailleskou smlouvu. Po odchodu z politiky byl v letech 1921 až 1927 vysokým komisařem ve Velké Británii (de facto australským velvyslancem). Zemřel ve věku 86 let jako jeden z posledních členů prvního federálního parlamentu.